# Facundo Torres
Facundo Daniel Torres Pérez (Montevideo, 13 de abril de 2000) es un futbolista uruguayo que juega como delantero en el S. E. Palmeiras del Campeonato Brasileño de Serie A.

## Trayectoria
Nació en el barrio Colón de Montevideo,y vivió en La Paz (Canelones) hasta los 16 años. Comenzó a jugar al fútbol en Juventud River de La Paz y después pasó a La Paz Wanderers. Fue parte de la selección infantil de la región del sur y con diez años pasó a jugar en las juveniles del Club Atlético Peñarol. Viajó a Brasil para jugar la segunda edición del Torneo de la Primavera, competición internacional amistosa de clubes sub-11, donde fue uno de los goleadores del torneo.
Se incorporó a Pre-Séptima, la última categoría del fútbol infantil, con Robert Lima como entrenador, a pesar de ser un año menor que la categoría, igual se adaptó y continuó dando ventaja en los siguientes años.
En el año 2013 comenzó las divisiones juveniles con Peñarol, en Séptima División nuevamente con Lima como entrenador, en principio jugaba como volante, ese año anotó 5 goles. Además, viajó nuevamente a Brasil para jugar una competición amistosa de clubes, esta vez el EFIPAN.
Para el 2014, en Sexta División, el técnico que también fue Robert Lima, lo colocó más adelantado en el campo, como delantero, Facundo convirtió 14 goles. Ganaron el Torneo Apertura y se quedaron con la tabla anual, pero Liverpool ganó el Torneo Clausura, por lo que fueron a una definición, ganaron los negriazules en dos partidos y ellos se coronaron Campeones Uruguayos Sub-15.
En la temporada 2015, Torres no tuvo tanta participación con Peñarol, debido a su compromiso con la selección sub-15 de Uruguay, de igual forma se despachó con 8 goles en el año, con la sub-16 del club. No tuvieron una gran temporada en el campeonato, quedaron lejos de pelear por el título
Comenzó el siguiente año con la sub-17 carbonera, pero el 17 de febrero de 2016, fue invitado a practicar con los profesionales por primera vez en Venezuela entrenándose en el colegio Eca de caracas, con 15 años, para que conozca el ambiente en Los Aromos.
Con Quinta División salieron campeones del Torneo Inicial al vencer a Liverpool por penales 12 a 11, luego que empataron 2 a 2 en los 90 minutos. Luego disputaron el Torneo Apertura, pero quedaron en segundo lugar a un punto de Danubio.
Luego de volver del Sudamericano Sub-17, se integró a la sub-19, jugó el Torneo Inicial y el comienzo del Apertura.
Fue ascendido a Tercera División, la reserva del club, a principios del año. Debutó el 4 de abril de 2017 contra Sud América, fue titular, se despachó con un doblete y ganaron 8-0.
El 7 de junio de 2018 fue colocado por primera vez en el banco de suplentes del primer equipo de Peñarol. Hecho correspondiente a la Primera División de Uruguay de 2018. Campeonato Uruguayo el cual gana el carbonero. El encuentro que data de un enfrentamiento entre Peñarol y Defensor Sporting, se jugó en el Luis Franzini, recinto del violeta. Ganó el carbonero 3-1, el director técnico del mirasol era Leonardo Ramos. Facundo finalmente no ingresó.
El 16 de agosto de 2020, con Diego Forlán como director técnico, debutó en primera división enfrentando a Boston River, ingresó en el segundo tiempo y convirtió el segundo tanto de la victoria de Peñarol por 2 a 0.
El 24 de enero de 2022 se hizo oficial su llegada al Orlando City S. C. firmando un contrato por cuatro años con opción a un quinto.

## Selección nacional

### Categorías inferiores
Torres ha sido parte de la selección de Uruguay en las categorías inferiores sub-15 y sub-17.
En abril de 2014 fue convocado por Alejandro Garay para comenzar el proceso de la selección sub-15, junto a jugadores un año mayor como Joaquín Ardaiz.
Fue un habitual en los primeros de partidos amistosos contra clubes y selecciones locales. El entrenador lo confirmó para realizar la primera gira internacional, en Brasil.
El 22 de septiembre de 2014 debutó con la Celeste, jugaron un partido amistoso contra Internacional en Porto Alegre, convirtió su primer gol y ganaron 2 a 1. Luego se enfrentaron a Grêmio pero fueron derrotados 5 a 1. Cerraron la gira contra Inter nuevamente y ganaron 3 a 1.
Se mantuvo en las citaciones hasta fin de año, jugaron contra clubes y selecciones locales.
En marzo, retomaron las prácticas, Facundo se integró desde el primer día. Luego, en mayo, fue convocado para jugar el primer partido amistoso internacional de selecciones, contra Perú.
El 20 de mayo de 2015, Torres jugó por primera vez contra una selección nacional, además fue en su ciudad natal, Las Piedras, estuvo en cancha el partido completo y ganaron 4 a 1.
En junio jugaron un cuadrangular internacional en Buenos Aires, contra las selecciones sub-15 de Estados Unidos, Paraguay y Argentina. Facundo estuvo presente en los tres partidos, no convirtió goles y quedaron en tercer lugar, con un triunfo y dos derrotas.
En su primera temporada con la selección, la 2014/15, jugó 7 partidos y anotó un gol.
En agosto viajó a Perú para jugar contra la selección nacional en dos oportunidades, Torres anotó dos goles en el primer partido y ganaron 0-2. En la revancha volvió a ganar Uruguay, esta vez 1 a 0.
Su siguiente escala fue en Paraguay en el mes de septiembre, país donde jugaron dos veces contra la selección, en el primer partido Facundo anotó un gol pero perdieron 3 a 1, mientras que la revancha fue un empate a dos.
A finales de septiembre jugaron nuevamente dos partidos contra Paraguay, esta vez como locales. Facundo anotó dos goles en el primer juego y empataron 3 a 3. En la revancha no tuvo minutos, pero volvieron a empatar 2-2.
El Club América viajó desde México para medirse ante la selección sub-15 de Uruguay en dos oportunidades. Torres jugó en la primera, convirtió un gol y ganaron 2 a 1.
Fue confirmado por el entrenador Garay para ser parte del plantel uruguayo y jugar el Sudamericano Sub-15 en Colombia, le fue adjudicada la camiseta número 11.
Viajaron a Costa Rica para entrenar previo al torneo continental, para acostumbrarse a un clima similar al de la sede del Sudamericano. De paso, se enfrentaron a la selección nacional en dos oportunidades, en ambas Facundo convirtió un gol, y ganaron los dos partidos.
El 22 de noviembre de 2015 debutó en una competición oficial, fue titular para enfrentar a Perú, convirtió su primer triplete con la Celeste, recibió una tarjeta amarilla y ganaron 4 a 0.  Luego jugaron contra Chile, Facundo se volvió a destacar, anotó dos goles, los que permitieron el triunfo 2 a 1, pero en el último minuto el árbitro le mostró una tarjeta amarilla, por lo que se perdió el siguiente partido. En el tercer partido no jugó por estar suspendido, pero de igual forma sus compañeros lograron ganar 3 a 1 ante Bolivia. Cerraron la fase de grupos contra Brasil, Facundo volvió a jugar pero fueron derrotados por 6 goles a 0, de igual forma, lograron clasificar a la semifinal, en segundo lugar del grupo.
La semifinal la jugaron contra Argentina el 3 de diciembre, en el Estadio Armando Maestre Pavajeau, Torres fue titular pero desde el minuto 23 comenzaron perdiendo, con un gol en contra del capitán Juan Manuel Sanabria, a mediados del segundo tiempo su compañero Gonzalo Nápoli puso el empate parcial, y al minuto 86, tras un pase en profundidad, Santiago Rodríguez convirtió el gol del triunfo para la Celeste, que sentenció el 2 a 1 y clasificación a la final.
El partido por el título se jugó el 6 de diciembre contra la favorita Brasil, fue un juego parejo, en el que empataron sin goles en los 90 minutos, por lo que fueron a penales para decidir el campeón, instancia en la que los brasileros se impusieron 5 a 4.
Facundo jugó 5 partidos en el Campeonato Sudamericano, todos como titular, se destacó con 5 goles. Totalizó 20 partidos jugados con la selección sub-15 y convirtió 14 goles en los dos años que la defendió.
Al año siguiente fue citado a la selección sub-17 para la primera semana de entrenamientos, que comenzó el 7 de marzo, por Alejandro Garay.
El 16 de marzo de 2016 debutó en la categoría, fue titular contra la sub-18 de Estados Unidos, anotó un gol pero perdieron 2 a 1 en Argentina.
Fue parte de varias giras internacionales sudamericanas, en Chile, Perú y Brasil. Pero para el mes de octubre, la selección fue invitada para jugar un torneo amistoso en Europa.
Jugaron el Lafarge Foot Avenir en Limoges, contra selecciones sub-18, se midieron ante Rumania, Rusia y la local Francia, que convocó a jugadores destacados como Malang Sarr y Alban Lafont. Ganaron el primer partido pero perdieron los dos siguientes, por lo que finalizaron en tercer lugar.
En el mes de noviembre la selección viajó a Catar, para jugar un amistoso contra la selección local y otro con Turquía. En ambos encuentros salió victoriosa la Celeste. En el regreso hicieron una escala en Madrid y conocieron el Estadio Santiago Bernabéu.
Luego de varias semanas de entrenamiento, fue confirmado por el entrenador Alejandro Garay el 8 de febrero del año siguiente para ser parte del plantel para jugar en el Campeonato Sudamericano Sub-17 de 2017, con sede en Chile, le fue adjudicada la camiseta número 11.

#### Participaciones en categorías inferiores
En cursiva las competiciones no oficiales.
| Competición                               | Sede      | Resultado      | Partidos | Goles |
| ----------------------------------------- | --------- | -------------- | -------- | ----- |
| Cuadrangular Internacional Sub-15 de 2015 | Argentina | Tercer puesto  | 3        | 0     |
| Campeonato Sudamericano Sub-15 de 2015    | Colombia  | Subcampeón     | 5        | 5     |
| Torneo Limoges Sub-18 de 2016             | Francia   | Tercer puesto  | 3        | 1     |
| Cuadrangular Internacional Sub-17 de 2016 | Brasil    | Subcampeón     | 5        | 4     |
| Campeonato Sudamericano Sub-17 de 2017    | Chile     | Fase de grupos | 4        | 0     |

#### Detalle de partidos
| Con Uruguay sub-15 | Con Uruguay sub-15 | Con Uruguay sub-15     | Con Uruguay sub-15       | Con Uruguay sub-15     | Con Uruguay sub-15                     | Con Uruguay sub-15 | Con Uruguay sub-15 | Con Uruguay sub-15 | Con Uruguay sub-15 |
| N.º                | Rival              | Resultado              | Fecha                    | Lugar                  | Competencia                            | Goles              | Asistencias        | Ref.               |                    |
| ------------------ | ------------------ | ---------------------- | ------------------------ | ---------------------- | -------------------------------------- | ------------------ | ------------------ | ------------------ | ------------------ |
| 1                  | Internacional      | 1:2 (0:0)              | 22 de septiembre de 2014 | Porto Alegre · Brasil  | Amistoso                               | Anotado            | -                  | 1                  |                    |
| 2                  | Grêmio             | 5:1 (0:0)              | 24 de septiembre de 2014 | Porto Alegre · Brasil  | Amistoso                               | -                  | -                  | 2                  |                    |
| 3                  | Internacional      | 1:3 (0:0)              | 26 de septiembre de 2014 | Porto Alegre · Brasil  | Amistoso                               | -                  | -                  | 3                  |                    |
| 4                  | Perú               | 4:1 (4:0)              | 20 de mayo de 2015       | Las Piedras · Uruguay  | Amistoso                               | -                  | -                  | 4                  |                    |
| 5                  | Estados Unidos     | 0:1 (0:0)              | 8 de junio de 2015       | Buenos Aires Argentina | Amistoso Cuadrangular internacional    | -                  | -                  | 5                  |                    |
| 6                  | Paraguay           | 0:1 (0:0)              | 10 de junio de 2015      | Buenos Aires Argentina | Amistoso Cuadrangular internacional    | -                  | -                  | 6                  |                    |
| 7                  | Argentina          | 2:0 (0:0)              | 12 de junio de 2015      | Buenos Aires Argentina | Amistoso Cuadrangular internacional    | -                  | -                  | 7                  |                    |
| 8                  | Perú               | 0:2 (0:1)              | 11 de agosto de 2015     | Lima · Perú            | Amistoso                               | 25', 76'           | -                  | 8                  |                    |
| 9                  | Perú               | 0:1 (0:1)              | 13 de agosto de 2015     | Lima · Perú            | Amistoso                               | -                  | -                  | 9                  |                    |
| 10                 | Paraguay           | 3:1 (2:1)              | 1 de septiembre de 2015  | Luque Paraguay         | Amistoso                               | 20'                | -                  | 10                 |                    |
| 11                 | Paraguay           | 2:2 (2:0)              | 3 de septiembre de 2015  | Asunción Paraguay      | Amistoso                               | -                  | -                  | 11                 |                    |
| 12                 | Paraguay           | 3:3 (1:0)              | 22 de septiembre de 2015 | Montevideo · Uruguay   | Amistoso                               | 48', 75'           | -                  | 12                 |                    |
| 13                 | América            | 2:1 (0:1)              | 20 de octubre de 2015    | Canelones · Uruguay    | Amistoso                               | 66'                | -                  | 13                 |                    |
| 14                 | Costa Rica         | 1:4 (0:3)              | 10 de noviembre de 2015  | San José · Costa Rica  | Amistoso                               | 40'                | -                  | 14                 |                    |
| 15                 | Costa Rica         | 2:3 (1:2)              | 13 de noviembre de 2015  | San José · Costa Rica  | Amistoso                               | 34'                | -                  | 15                 |                    |
| 16                 | Perú               | 4:0 (3:0)              | 22 de noviembre de 2015  | Montería · Colombia    | Campeonato Sudamericano Fase de grupos | 8', 45', 51'       | -                  | 16                 |                    |
| 17                 | Chile              | 2:1 (1:1)              | 24 de noviembre de 2015  | Montería · Colombia    | Campeonato Sudamericano Fase de grupos | 24', 84'           | -                  | 17                 |                    |
| 18                 | Brasil             | 0:6 (0:4)              | 30 de noviembre de 2015  | Montería · Colombia    | Campeonato Sudamericano Fase de grupos | -                  | -                  | 18                 |                    |
| 19                 | Argentina          | 1:2 (1:0)              | 3 de diciembre de 2015   | Valledupar · Colombia  | Campeonato Sudamericano Semifinales    | -                  | -                  | 19                 |                    |
| 20                 | Brasil             | 0:0 (t. s.) (4:5 pen.) | 6 de diciembre de 2015   | Valledupar · Colombia  | Campeonato Sudamericano Final          | -                  | -                  | 20                 |                    |

| Con Uruguay sub-17 | Con Uruguay sub-17  | Con Uruguay sub-17 | Con Uruguay sub-17       | Con Uruguay sub-17      | Con Uruguay sub-17                     | Con Uruguay sub-17 | Con Uruguay sub-17 | Con Uruguay sub-17                                                                                   | Con Uruguay sub-17 |
| N.º                | Rival               | Resultado          | Fecha                    | Lugar                   | Competencia                            | Goles              | Asistencias        | Ref.                                                                                                 |                    |
| ------------------ | ------------------- | ------------------ | ------------------------ | ----------------------- | -------------------------------------- | ------------------ | ------------------ | --- | ------------------ |
| 1                  | Estados Unidos      | 2:1 (1:0)          | 16 de marzo de 2016      | Buenos Aires Argentina  | Amistoso                               | 35'                | -                  | 1 |                    |
| 2                  | Chile               | 3:1 (1:1)          | 21 de junio de 2016      | Canelones · Uruguay     | Amistoso                               | 46', 48'           | -                  | 2 |                    |
| 3                  | Chile               | 2:1 (1:1)          | 23 de junio de 2016      | Montevideo · Uruguay    | Amistoso                               | -                  | -                  | 3 |                    |
| 4                  | Chile               | 0:1 (0:1)          | 30 de junio de 2016      | Santiago · Chile        | Amistoso                               | -                  | -                  | 4 |                    |
| 5                  | Chile               | 2:1 (0:0)          | 2 de julio de 2016       | Rancagua · Chile        | Amistoso                               | -                  | -                  | 5 |                    |
| 6                  | Perú                | 0:2 (0:1)          | 5 de julio de 2016       | Lima · Perú             | Amistoso                               | 42', 74'           | -                  | 6 |                    |
| 7                  | Perú                | 3:1 (2:0)          | 7 de julio de 2016       | Lima · Perú             | Amistoso                               | -                  | -                  | 7 |                    |
| 8                  | Brasil              | 2:0 (1:0)          | 6 de septiembre de 2016  | Río de Janeiro · Brasil | Amistoso                               | -                  | -                  | 8 |                    |
| 9                  | Brasil              | 5:2 (3:1)          | 8 de septiembre de 2016  | Río de Janeiro · Brasil | Amistoso                               | -                  | -                  | 9 |                    |
| 10                 | Perú                | 1:0 (0:0)          | 13 de septiembre de 2016 | Montevideo · Uruguay    | Amistoso                               | -                  | -                  | 10                                                                                                   |                    |
| 11                 | Perú                | 2:0 (0:0)          | 15 de septiembre de 2016 | Florida · Uruguay       | Amistoso                               | -                  | -                  | 11                                                                                                   |                    |
| 12                 | Rumania             | 1:2 (0:1)          | 5 de octubre de 2016     | Limoges Francia         | Amistoso Torneo Limoges                | 90+2'              | -                  | 12                                                                                                   |                    |
| 13                 | Rusia               | 3:1 (1:1)          | 7 de octubre de 2016     | Limoges Francia         | Amistoso Torneo Limoges                | -                  | -                  | 13                                                                                                   |                    |
| 14                 | Francia             | 2:0 (2:0)          | 9 de octubre de 2016     | Limoges Francia         | Amistoso Torneo Limoges                | -                  | -                  | 14                                                                                                   |                    |
| 15                 | México              | 4:1 (3:1)          | 17 de octubre de 2016    | Maldonado · Uruguay     | Amistoso                               | 43'                | -                  | 15                                                                                                   |                    |
| 16                 | Catar               | 1:3 (0:2)          | 7 de noviembre de 2016   | Doha Catar              | Amistoso                               | 14'                | -                  | 16                                                                                                   |                    |
| 17                 | Turquía             | 0:1 (0:1)          | 8 de noviembre de 2016   | Doha Catar              | Amistoso                               | -                  | -                  | 17                                                                                                   |                    |
| 18                 | Paraguay            | 3:1 (1:1)          | 22 de noviembre de 2016  | Ypané Paraguay          | Amistoso                               | 41'                | -                  | 18                                                                                                   |                    |
| 19                 | Paraguay            | 0:1 (0:0)          | 24 de noviembre de 2016  | Ypané Paraguay          | Amistoso                               | 65' (pen.)         | -                  | 19                                                                                                   |                    |
| 20                 | Atlético Paranaense | 2:1 (1:1)          | 12 de diciembre de 2016  | Curitiba · Brasil       | Amistoso Cuadrangular Internacional    | -                  | -                  | 20                                                                                                   |                    |
| 21                 | Orlando City        | 1:3 (0:1)          | 13 de diciembre de 2016  | Curitiba · Brasil       | Amistoso Cuadrangular Internacional    | 56', 73'           | -                  | 21                                                                                                   |                    |
| 22                 | India               | 1:2 (0:1)          | 14 de diciembre de 2016  | Curitiba · Brasil       | Amistoso Cuadrangular Internacional    | -                  | -                  | 22                                                                                                   |                    |
| 23                 | Orlando City        | 6:0 (2:0)          | 16 de diciembre de 2016  | Curitiba · Brasil       | Amistoso Cuadrangular Internacional    | 79', 83'           | -                  | 23                                                                                                   |                    |
| 24                 | Atlético Paranaense | 3:1 (1:1)          | 18 de diciembre de 2016  | Curitiba · Brasil       | Amistoso Cuadrangular Internacional    | -                  | -                  | 24                                                                                                   |                    |
| 25                 | Ecuador             | 0:1 (0:1)          | 25 de febrero de 2017    | Rancagua · Chile        | Campeonato Sudamericano Fase de grupos | -                  | -                  | 25 (enlace roto disponible en Internet Archive; véase el historial, la primera versión y la última). |                    |
| 26                 | Colombia            | 3:1 (1:1)          | 27 de febrero de 2017    | Rancagua · Chile        | Campeonato Sudamericano Fase de grupos | -                  | -                  | 26 (enlace roto disponible en Internet Archive; véase el historial, la primera versión y la última). |                    |
| 27                 | Chile               | 1:1 (0:0)          | 1 de marzo de 2017       | Rancagua · Chile        | Campeonato Sudamericano Fase de grupos | -                  | -                  | 27                                                                                                   |                    |
| 28                 | Bolivia             | 2:0 (1:0)          | 3 de marzo de 2017       | Rancagua · Chile        | Campeonato Sudamericano Fase de grupos | -                  | -                  | 28 (enlace roto disponible en Internet Archive; véase el historial, la primera versión y la última). |                    |

### Absoluta
Torres fue parte de la selección de Uruguay para la fase de clasificación para el Mundial de Catar 2022, debutando a los 68 minutos de juego sustituyendo a Jonathan Rodríguez, siendo partícipe del juego. Además participó de la Copa América 2021, donde disputó tres encuentros de la selección quedando eliminados en cuartos de final.

#### Participaciones enCopa América
| Torneo            | Sede   | Resultado        | Partidos | Goles |
| ----------------- | ------ | ---------------- | -------- | ----- |
| Copa América 2021 | Brasil | Cuartos de final | 5        | 0     |

#### Participaciones en Mundiales
| Torneo               | Sede  | Resultado      | Partidos | Goles |
| -------------------- | ----- | -------------- | -------- | ----- |
| Copa Mundial de 2022 | Catar | Fase de grupos | 0        | 0     |

#### Fases de clasificación a Mundiales
| Fase                       | Resultado    | Posición | Partidos | Goles |
| -------------------------- | ------------ | -------- | -------- | ----- |
| Clasificación Mundial 2022 | Clasificados | 3.º      | 5        | 0     |

#### Detalle de partidos
| Partidos | Partidos      | Partidos       | Partidos                 | Partidos                 | Partidos                   | Partidos | Partidos                       | Partidos                 | Partidos |
| N.º      | Rival         | Resultado      | Fecha                    | Lugar                    | Competencia                | Goles    | Cambio                         | DT                       | Ref.     |
| -------- | ------------- | -------------- | ------------------------ | ------------------------ | -------------------------- | -------- | ------------------------------ | ------------------------ | -------- |
| 1        | Paraguay      | 0:0            | 3 de junio de 2021       | Montevideo, · Uruguay    | Eliminatorias Mundial 2022 | -        | 66' por Jonathan Rodríguez     | Oscar W.Tabárez          |          |
| 2        | Venezuela     | 0:0            | 8 de junio de 2021       | Caracas, · Venezuela     | Eliminatorias Mundial 2022 | -        | 68' por Nicolás de la Cruz     | Oscar W.Tabárez          |          |
| 3        | Argentina     | 0:1            | 18 de junio de 2021      | Brasilia, · Brasil       | Copa América 2021          | –        | 69' por Giovanni González      | Óscar W. Tabárez         |          |
| 4        | Chile         | 1:1            | 21 de junio de 2021      | Cuiabá, · Brasil         | Copa América 2021          | –        | 59' por Giorgian De Arrascaeta | Óscar W. Tabárez         |          |
| 5        | Bolivia       | 2:0            | 24 de junio de 2021      | Cuiabá, · Brasil         | Copa América 2021          | –        | 73' por Giorgian De Arrascaeta | Óscar W. Tabárez         |          |
| 6        | Paraguay      | 2:0            | 28 de junio de 2021      | Río de Janeiro, · Brasil | Copa América 2021          | –        | 67' por Giorgian De Arrascaeta | Óscar W. Tabárez         |          |
| 7        | Colombia      | 0:0 (2:4 pen.) | 3 de julio de 2021       | Brasilia, · Brasil       | Copa América 2021          | –        | 67' por Giorgian De Arrascaeta | Óscar W. Tabárez         |          |
| 8        | Brasil        | 1:4            | 14 de octubre de 2021    | Manaos, · Brasil         | Eliminatorias Mundial 2022 | –        | 64' por Matías Vecino          | Óscar W. Tabárez         |          |
| 9        | Argentina     | 0:1            | 12 de noviembre de 2021  | Montevideo, · Uruguay    | Eliminatorias Mundial 2022 | –        | 45' por Brian Rodríguez        | Oscar W.Tabárez          |          |
| 10       | Bolivia       | 0:3            | 16 de noviembre de 2021  | La Paz, · Bolivia        | Eliminatorias Mundial 2022 | –        | 75' por Jonathan Rodríguez     | Oscar W.Tabárez          |          |
| 11       | Japón         | 1:1            | 24 de marzo de 2023      | Tokio, Japón             | Copa Kirin 2023 (Amistoso) | –        | 68' por Diego Rossi            | Marcelo Broli (interino) |          |
| 12       | Corea del Sur | 2:1            | 28 de marzo de 2023      | Seoul, Corea del Sur     | Amistoso                   | –        | 60' por Agustín Canobbio       | Marcelo Broli (interino) |          |
| 13       | Cuba          | 2:0            | 20 de junio de 2023      | Montevideo, · Uruguay    | Amistoso                   | 56'      | –                              | Marcelo Bielsa           |          |
| 14       | Ecuador       | 1:2            | 12 de septiembre de 2023 | Quito, · Ecuador         | Eliminatorias Mundial 2026 | –        | 70' por Maximiliano Araújo     | Marcelo Bielsa           |          |
| 15       | Bolivia       | 3:0            | 21 de noviembre de 2023  | Montevideo, · Uruguay    | Eliminatorias Mundial 2026 | –        | 77' por Facundo Pellistri      | Marcelo Bielsa           |          |
| 16       | Euskadi       | 1:1            | 23 de marzo de 2024      | Bilbao, · España         | Amistoso                   | –        | –                              | Marcelo Bielsa           |          |
| 17       | México        | 4:0            | 5 de junio de 2024       | Denver, Estados Unidos   | Amistoso                   | –        | 68' por Darwin Núñez           | Marcelo Bielsa           |          |

## Estadísticas

### Clubes
Actualizado de acuerdo al último partido jugado el 14 de agosto de 2025.
| Club                              | Div.          | Temporada     | Liga  | Liga  | Liga   | Copas nacionales | Copas nacionales | Copas nacionales | Copas internacionales | Copas internacionales | Copas internacionales | Total | Total | Total  |
| Club                              | Div.          | Temporada     | Part. | Goles | Asist. | Part.            | Goles            | Asist.           | Part.                 | Goles                 | Asist.                | Part. | Goles | Asist. |
| --------------------------------- | ------------- | ------------- | ----- | ----- | ------ | ---------------- | ---------------- | ---------------- | --------------------- | --------------------- | --------------------- | ----- | ----- | ------ |
| C. A. Peñarol · Uruguay           | 1.ª           | 2020          | 32    | 5     | 6      | —                | —                | —                | 6                     | 1                     | 1                     | 38    | 6     | 7      |
| C. A. Peñarol · Uruguay           | 1.ª           | 2021          | 20    | 6     | 7      | —                | —                | —                | 13                    | 4                     | 1                     | 33    | 10    | 8      |
| C. A. Peñarol · Uruguay           | Total club    | Total club    | 52    | 11    | 13     | 0                | 0                | 0                | 19                    | 5                     | 2                     | 71    | 16    | 15     |
| Orlando City S. C. Estados Unidos | 1.ª           | 2022          | 34    | 9     | 10     | 6                | 4                | 2                | —                     | —                     | —                     | 40    | 13    | 12     |
| Orlando City S. C. Estados Unidos | 1.ª           | 2023          | 33    | 14    | 4      | 1                | 0                | 0                | 5                     | 0                     | 0                     | 39    | 14    | 4      |
| Orlando City S. C. Estados Unidos | 1.ª           | 2024          | 37    | 16    | 6      | —                | —                | —                | 7                     | 4                     | 3                     | 44    | 20    | 9      |
| Orlando City S. C. Estados Unidos | Total club    | Total club    | 104   | 39    | 20     | 7                | 4                | 2                | 12                    | 4                     | 3                     | 123   | 47    | 25     |
| S. E. Palmeiras · Brasil          | 1.ª           | 2025          | 15    | 4     | 2      | 17               | 2                | 0                | 11                    | 2                     | 2                     | 43    | 8     | 4      |
| S. E. Palmeiras · Brasil          | Total club    | Total club    | 15    | 4     | 2      | 17               | 2                | 0                | 11                    | 2                     | 2                     | 43    | 8     | 4      |
| Total carrera                     | Total carrera | Total carrera | 171   | 54    | 35     | 24               | 6                | 2                | 42                    | 11                    | 7                     | 237   | 71    | 44     |
| 1. 2. 3.                          |               |               |       |       |        |                  |                  |                  |                       |                       |                       |       |       |        |

### Selección nacional
Actualizado hasta su último partido disputado el 11 de septiembre de 2024.
| Selección          | Año             | Amistosos | Amistosos | Amistosos | Eliminatorias | Eliminatorias | Eliminatorias | Continental | Continental | Continental | Mundial | Mundial | Mundial | Total | Total | Total  |
| Selección          | Año             | Part.     | Goles     | Asist.    | Part.         | Goles         | Asist.        | Part.       | Goles       | Asist.      | Part.   | Goles   | Asist.  | Part. | Goles | Asist. |
| ------------------ | --------------- | --------- | --------- | --------- | ------------- | ------------- | ------------- | ----------- | ----------- | ----------- | ------- | ------- | ------- | ----- | ----- | ------ |
| Sub-15 · Uruguay   | 2014            | 3         | 1         | 0         | —             | —             | —             | —           | —           | —           | —       | —       | —       | 3     | 1     | 0      |
| Sub-15 · Uruguay   | 2015            | 12        | 8         | 0         | —             | —             | —             | 5           | 5           | 0           | —       | —       | —       | 17    | 13    | 0      |
| Sub-15 · Uruguay   | Total           | 15        | 9         | 0         | 0             | 0             | 0             | 5           | 5           | 0           | 0       | 0       | 0       | 18    | 14    | 0      |
| Sub-17 · Uruguay   | 2016            | 24        | 14        | 0         | —             | —             | —             | —           | —           | —           | —       | —       | —       | 24    | 14    | 0      |
| Sub-17 · Uruguay   | 2017            | —         | —         | —         | —             | —             | —             | 4           | 0           | 0           | —       | —       | —       | 4     | 0     | 0      |
| Sub-17 · Uruguay   | Total           | 24        | 14        | 0         | 0             | 0             | 0             | 4           | 0           | 0           | 0       | 0       | 0       | 28    | 14    | 0      |
| Sub-20 · Uruguay   | 2018            | 7         | 1         | 0         | —             | —             | —             | —           | —           | —           | —       | —       | —       | 7     | 1     | 0      |
| Sub-20 · Uruguay   | Total           | 7         | 1         | 0         | 0             | 0             | 0             | 0           | 0           | 0           | 0       | 0       | 0       | 7     | 1     | 0      |
| Absoluta · Uruguay | 2021            | —         | —         | —         | 5             | 0             | 0             | 5           | 0           | 1           | —       | —       | —       | 10    | 0     | 1      |
| Absoluta · Uruguay | 2023            | 3         | 1         | 0         | 2             | 0             | 0             | —           | —           | —           | —       | —       | —       | 5     | 1     | 0      |
| Absoluta · Uruguay | 2024            | 1         | 0         | 0         | 2             | 0             | 0             | —           | —           | —           | —       | —       | —       | 3     | 0     | 0      |
| Absoluta · Uruguay | Total           | 4         | 1         | 0         | 9             | 0             | 0             | 5           | 0           | 1           | 0       | 0       | 0       | 18    | 1     | 1      |
| Total selección    | Total selección | 50        | 25        | 0         | 9             | 0             | 0             | 14          | 5           | 1           | 0       | 0       | 0       | 73    | 30    | 1      |
| 1. 2. 3.           |                 |           |           |           |               |               |               |             |             |             |         |         |         |       |       |        |

## Palmarés

### Títulos nacionales
| Título                  | Club               | País           | Año  |
| ----------------------- | ------------------ | -------------- | ---- |
| Campeonato Uruguayo (1) | C. A. Peñarol      | Uruguay        | 2018 |
| Torneo Clausura         | C. A. Peñarol      | Uruguay        | 2021 |
| Campeonato Uruguayo (2) | C. A. Peñarol      | Uruguay        | 2021 |
| U. S. Open Cup          | Orlando City S. C. | Estados Unidos | 2022 |

### Distinciones individuales
| Título                                            | Año  |
| ------------------------------------------------- | ---- |
| Once ideal de la Copa de Campeones de la Concacaf | 2024 |